# Torneo de Lyon 2021
El Open Parc Auvergne-Rhône-Alpes Lyon 2021 fue un torneo de tenis en polvo de ladrillo al aire libre que se jugó en Lyon (Francia) del 15 al 22 de mayo de 2021. Fue la 4.ª edición del Open Parc Auvergne-Rhône-Alpes Lyon, y es parte del ATP World Tour 250 series de 2021.

## Distribución de puntos
| Modalidad            | Campeón | Finalista | Semifinales | Cuartos de final | 2ª ronda | 1ª ronda | Clasificados | 2ª ronda de clasificación | 1ª ronda de clasificación |
| Individual masculino | 250     | 165       | 100         | 50               | 25       | 0        | 13           | 7                         | 0                         |
| Dobles masculino     | 250     | 150       | 90          | 45               | 20       | 0        | -            | -                         | -                         |

## Cabezas de serie

### Individuales masculino
| Tenista               | Ranking | Preclasificado |
| Dominic Thiem         | 4       | 1              |
| Stefanos Tsitsipas    | 5       | 2              |
| Diego Schwartzman     | 10      | 3              |
| David Goffin          | 13      | 4              |
| Gaël Monfils          | 15      | 5              |
| Jannik Sinner         | 18      | 6              |
| Félix Auger-Aliassime | 21      | 7              |
| Karen Jachanov        | 24      | 8              |

- Ranking del 10 de mayo de 2021.[2]

### Dobles masculino
| Tenista                               | Ranking | Preclasificado |
| Pierre-Hugues Herbert Nicolas Mahut   | 27      | 1              |
| Henri Kontinen Édouard Roger-Vasselin | 46      | 2              |
| Ken Skupski Neal Skupski              | 77      | 3              |
| Hugo Nys Tim Puetz                    | 106     | 4              |

## Campeones

### Individual masculino
Stefanos Tsitsipas venció a  Cameron Norrie por 6-3, 6-3

### Dobles masculino
Hugo Nys /  Tim Puetz vencieron a  Pierre-Hugues Herbert /  Nicolas Mahut por 6-4, 5-7, [10-8]